# Contralto

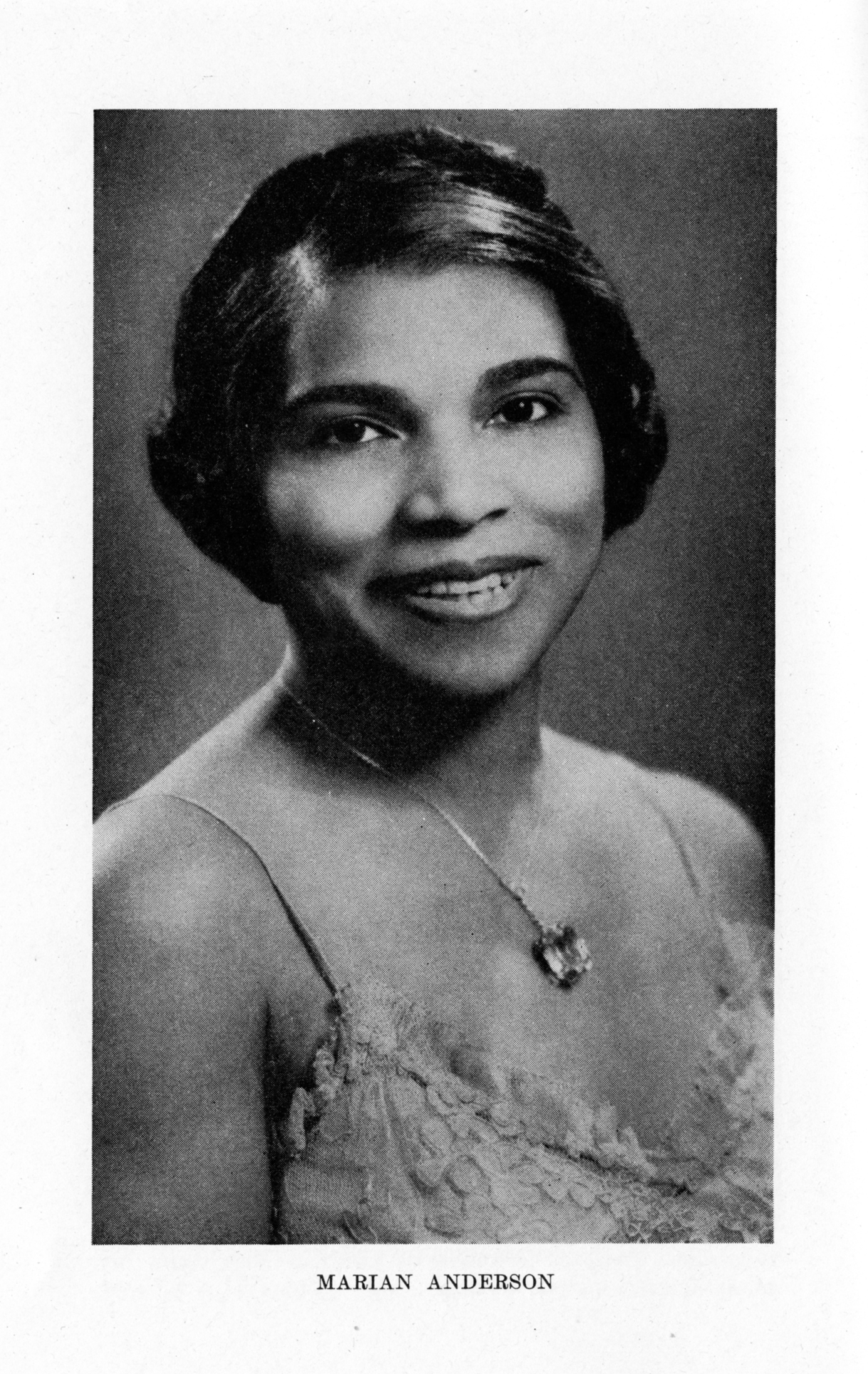
Una referente de este tipo de voz es Marian Anderson.

La contralto es la voz femenina más grave, y destaca por la rica sonoridad y amplitud de su registro grave.
Esta voz es muy rara y difícil de encontrar, ya que solo un 2% de las mujeres en el mundo la tiene. En ópera los papeles que se le atribuyen a las cantantes con dicho rango vocal suelen ser representados por mezzosopranos por su rareza.

## Tesitura

Representación del rango vocal de una contralto, pudiendo abarcar normalmente las notas marcadas en verde y alcanzar en ocasiones aquellas en amarillo.

Por lo general oscila entre el fa3 que se encuentra bajo el do central (una octava más abajo del do central) y el fa5 (una octava a la derecha del do central, siendo el do central establecido como do4). La denominación del do central puede variar según el índice acústico tomado como referencia. Aquí se usa el índice acústico científico, donde el do4 (261,63 Hz) es considerado como la nota central del piano.
El registro típico de una cantante contralto varía entre el fa3 y fa5, pero dependiendo del entrenamiento que reciba la voz el registro puede ampliarse descendiendo desde el mi3 y ascendiendo hasta el si bemol 5.
En la actualidad la mayor parte de las mujeres que cantan los papeles de contralto son en realidad mezzosopranos que consiguen alcanzar los graves de la contralto ahuecando la voz y valiéndose del pecho femenino, esto es debido a la poca frecuencia de contraltos verdaderas.
Aunque tanto los hombres como las mujeres pueden tener voces dentro de la extensión vocal del contralto, este término siempre se utiliza refiriéndose al sexo femenino. Al hombre que canta en la tesitura de mezzosoprano o soprano, se le llama contratenor.

## Historia
El concepto contralto está vinculado en sus orígenes al canto en la ópera clásica, de este modo en algunas culturas carecen de un sistema comparativo de categorización vocal, siendo el término propio de las tradiciones occidentales y atribuible solo a vocalistas femeninas; los vocalistas masculinos con un rango vocal similar son conocidos como "contratenores". Los términos italianos "contralto" y "alto" no son sinónimos, el último técnicamente denota un rango vocal específico en el canto de coral sin tener en cuenta factores como la tesitura, el timbre, la habilidad vocal o el peso de la voz.
Una auténtica contralto es a menudo considerada como una de las voces femeninas más raras, y está presente solo en un pequeño porcentaje de la población mundial. Algunos teóricos musicales han descubierto que las cuerdas vocales halladas en ese tipo de cantantes son más gruesas que aquellas presentes en otras voces femeninas.

## Tipos de contralto

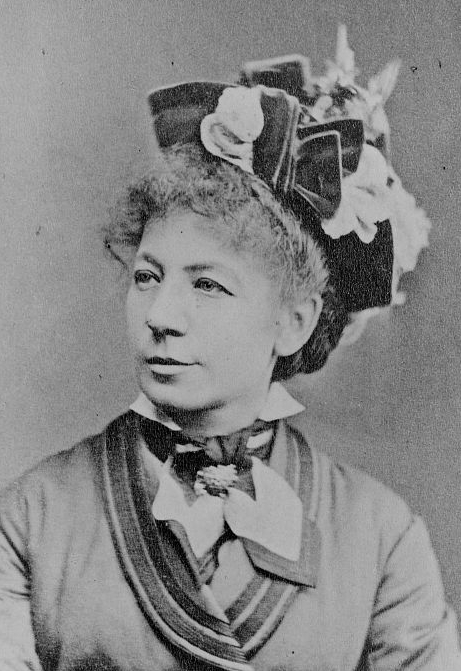
Marianne Brandt, renombrada cantante de ópera austriaca contralto.

Dentro de la voz de contralto se reconocen tres subcategorías generalmente diferenciadas en el ámbito de la ópera: contralto de coloratura, contralto cómica o buffa y contralto dramática. Estos subtipos no siempre se aplican con precisión a cantantes individuales; existen algunas excepciones dentro de las contraltos dramáticas como Ernestine Schumann-Heink y Sigrid Onégin, las cuales técnicamente son capaces de interpretar no solo melodías fuertes y dramáticas de la mano de autores como Wagner, sino que a su vez pueden interpretar composiciones ornamentadas de autores como Donizzetti.

### Contralto dramática
La contralto dramática es la voz más profunda y oscura, contando frecuentemente con un tono más duro y mayor potencia vocal que el resto. No es habitual encontrar cantantes en esta categoría.
Las auténticas contralto son poco comunes y la literatura operística cuenta con pocos roles escritos específicamente para ellas. Ocasionalmente, a las contralto se les asignan papeles femeninos como Teodata en Flavio, Angelina en La Cenicienta, Rosina en El barbero de Sevilla, Isabella en La italiana en Argel, y Olga en Eugene Onegin, pero normalmente desempeñan roles de villanas o papeles masculinos originalmente escritos para castrati. En el repertorio de las contraltos abundan los papeles dramáticos que requieren gran intensidad de expresión. Un ejemplo de ello son Ewa Podles o Anna Larsson (como Erda en Sigfrido de Richard Wagner), otro ejemplo es Nathalie Stutzmann cantante muy caracterizada por su potencia vocal. Suelen cantar en un rango de do3 hasta un do5.4

### Contralto cómica o buffa
Contralto cómica o buffa es el nombre que se da a una contralto cuando interpreta un papel cómico. Es una voz de contralto con capacidad para cantar ornamentos, por lo que, si cabe, es aún más difícil de encontrar que la contralto dramática.

### Contralto de coloratura
Aunque este término lo podemos dividir en dos partes: tanto la lírica como la dramática. 
La contralto dramática de coloratura, es la que se caracteriza por el gran dominio de coloraturas y ornamentos y la que también tiene la voz más profunda y oscura.  
La contralto lírica de coloratura es la que es de timbre ligero, pero que puede dominar con gran facilidad las coloraturas y ornamentos y puede sostener tanto notas agudas y graves por un mayor tiempo.

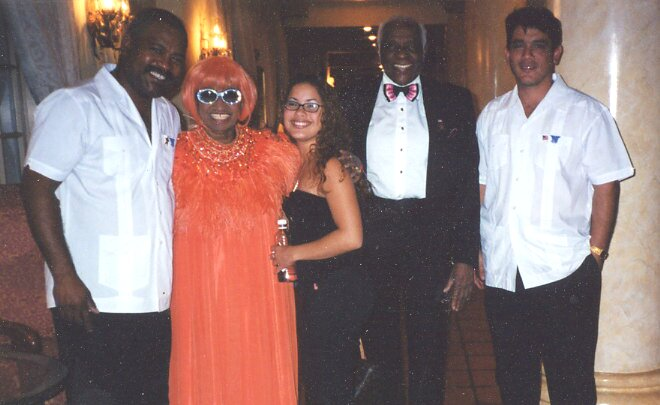
De peluca anaranjada, doña Celia Cruz, una voz contralto en la salsa.

La contralto de coloratura es de timbre ligero, de gran agilidad, con un registro ascendente más alto, capaz de sostener notas agudas durante más tiempo. Su especialidad son los pasajes floridos o florituras, esto significa que pueden cantar más notas por segundo y además dar saltos de notas con gran diferencia entre sí. Es una voz poco común, caracterizada por una gran sonoridad y variación.

## Repertorio
En la ópera del bel canto, los papeles de contralto actualmente son cantados por mezzosoprano debido a la escasez de contraltos puras, (desde sol#3 hasta si5); por ejemplo, Rosina en El barbero de Sevilla y los papeles principales de La Ceneréntola y Tancredi (de Rossini), el Romeo de I Capuleti e i Montecchi (de Bellini) y en obras de Gaetano Donizetti).
| - Anciana priora, en Diálogos de carmelitas (Francis Poulenc) - Angelina, en La ceneréntola (Rossini).* - Art Banker, en Facing Goya (Michael Nyman). - Auntie, dueña de la taberna The Boar, en Peter Grimes (Britten).* - Azucena, en Il trovatore (Verdi).* - Bradamante, en Alcina (Händel).* - La baronesa, Vanessa (Barber). - Bernarda Alba, en La casa de Bernarda Alba (Aribert Reimann) - Brangäne, en Tristán e Isolda (Wagner).* - La bruja, en Los hijos del rey (Engelbert Humperdinck) - La cieca, La Gioconda (Ponchielli). - La condesa Helfenstein, en Matías el pintor (Paul Hindemith). - Cornelia, en Giulio Cesare (Händel). - Didone, en L'Egisto (Francesco Cavalli). - Erda, en El oro del Rin, Sigfrido (Wagner) - Schwertleite, en La valquiria (Wagner) - Grimgerde, en La valquiria (Wagner) - Fidès, en Le prophète (Giacomo Meyerbeer). - Gloria Mills, en Axel an der Himmelstür (Ralph Benatzky). - Hécuba, en Las troyanas (Aribert Reimann) - Hombre elefante, en John Merrick, the Elephant Man (Laurent Petitgirard) - Katisha, en El mikado (Gilbert y Sullivan). - Klytämnestra, Elektra (Richard Strauss).* - Madre, en The consul (Menotti). - Madre Goose, en El progreso del libertino (Ígor Stravinski). | - Madame Flora, en La médium (ópera) (Gian Carlo Menotti). - Madame de la Haltier, en Cendrillon (Jules Massenet). - Maddalena, en Rigoletto (Verdi).* - Malcolm, en La dama del lago (Gioacchino Rossini).* - Mama Lucia, en Cavalleria rusticana (Mascagni). - Margret, en Wozzeck (Alban Berg). - Mary, El holandés errante (Wagner).* - Morgan le Fay, en Merlín (Albeniz). - Olga, Eugenio Oneguin (Chaikovski).* - Orfeo, en Orfeo ed Euridice (Gluck). - Lel, en La doncella de nieve (Nikolái Rimski-Kórsakov). - Little Buttercup, en H.M.S. Pinafore (Gilbert y Sullivan). - Lucretia, en La violación de Lucrecia (Britten). - El noble Orsini, Lucrezia Borgia (Donizetti). - Pauline, en La dama de picas (Chaikovski). - La principessa, en Suor Angelica (Giacomo Puccini). - Mrs. Quickly, Falstaff (Verdi). - Rosina, en El barbero de Sevilla (Gioacchino Rossini).* - Ruth, en The pirates of penzance (Gilbert y Sullivan). - Smeton, en Anna Bolena (Donizetti). - Ulrica, en Un ballo in maschera (Verdi). - Viuda Begbick, en Ascensión y caída de la ciudad de Mahagonny (Kurt Weill).* |

* Estos roles en particular pueden ser interpretados también por mezzosopranos.